# Thomas Cecil
Thomas Cecil, vanaf 1575 Sir Thomas Cecil, vanaf 1598 2e baron Burghley, vanaf 1605 1e graaf van Exeter (Cambridge 5 mei 1542 – 7 februari 1623), Engels legeraanvoerder en politicus. Hij speelde onder Robert Dudley, graaf van Leicester, een rol in de Tachtigjarige Oorlog en was korte tijd gouverneur van Brielle.
Hij was de oudste zoon van William Cecil, 1e baron Burghley, en Maria Cheke. Omdat zijn vader bang was dat hij vanwege zijn middelmatige intelligentie op school niet zo goed zou presteren, werd hij thuis onderwezen. In 1561 begon hij met Thomas Windebank een rondreis door het Europese vasteland. Cecil gedroeg zich tijdens deze reis echter zeer losbandig, waardoor zijn vader bang was dat zijn zoon ‘terug [zou] komen als een verkwistende dronkaard, alleen geschikt om een tennisbaan te onderhouden’.
In augustus 1562 verlieten Cecil en Windebank ‘in het geheim’ Parijs om via Antwerpen naar Spiers, Heidelberg en Frankfurt door te reizen. Cecils gedrag verbeterde zich echter niet en in het voorjaar van 1563 keerde hij naar Engeland terug. Daar werd hij in hetzelfde jaar lid van het Lagerhuis voor Stamford.

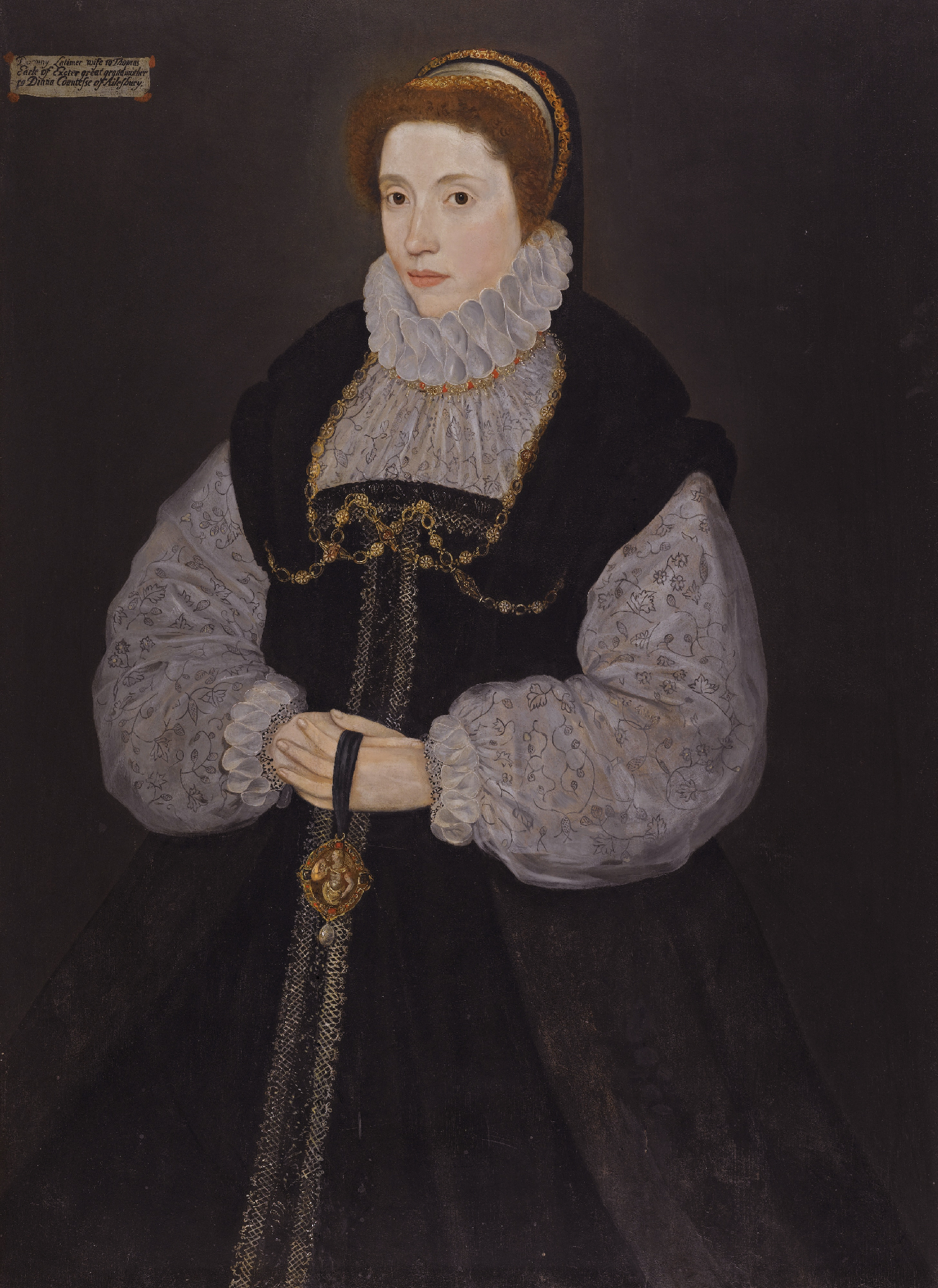
Dorothy Latimer, zijn eerste vrouw

In 1564 trouwde hij met Doroty, tweede dochter en erfgename van John Neville, 4e baron Latimer. In 1571 en 1573 was hij opnieuw parlementslid voor Stamford, meldde zich in dat laatste jaar aan als vrijwilliger voor de Schotse oorlog en was op 28 mei aanwezig in het Beleg van Edinburgh. In juli 1575 werd hij tot ridder geslagen ter gelegenheid van het bezoek van de koningin aan Kenilworth.
Hij vergezelde Robert Dudley naar de Lage Landen om de Staten-Generaal aldaar te ondersteunen in hun strijd met de Spanjaarden, waar hij zich onderscheidde door zijn heldenmoed. In november 1585 werd hij gouverneur van Brielle, een van de steden die aan de Engelsen in onderpand was gegeven voor hun bijdrage in de Tachtigjarige Oorlog. Hij had echter geen goede band met Leicester, maar was wel zeer loyaal aan John Norris.
In 1584 en 1586 was hij parlementslid voor Lincolnshire en in 1588 meldde hij zich aan als vrijwilliger in de vloot, die op zou trekken tegen de Spaanse Armada. In 1592 was hij nogmaals parlementslid, ditmaal voor Northamptonshire.
Pas in 1599 ontving hij een militaire promovering. Hij werd benoemd tot voorzitter van de Raad van het Noorden, waar hij streng optrad tegen katholieken en onwillige landeigenaren. Hij was in oktober 1600 op verlof aanwezig in Londen tijdens de opstand van Robert Devereux, de graaf van Essex, en speelde in het jaar daarop een leidende rol in de onderdrukking ervan, waarvoor hij op 20 mei 1601 op Windsor Castle werd geïnstalleerd als ridder in de Orde van de Kousenband. In 1603 werd hij na de troonsbestijging van koning Jacobus I van Engeland ingezworen als lid van de Geheime Raad en op 4 mei 1605 verheven tot graaf van Exeter.
In april 1609 overleed zijn vrouw, waarna Exeter hertrouwde met de dochter van William, 4e lord Chandos. Exeter overleed, tachtig jaar oud, op 7 februari 1623, en werd begraven in Westminster Abbey, waar in de kapel van Johannes de Doper een monument ter nagedachtenis aan hem werd opgericht.
Bij zijn eerste vrouw, Dorothy Neville, had hij 5 zoons en 8 dochters, waaronder:
- William Cecil, 2e graaf van Exeter,
- Richard Cecil, 3e graaf van Exeter,
- Edward Cecil, burggraaf Wimbledon en
- Elizabeth, die tweemaal trouwde; eerst met William Hatton en als tweede met Edward Coke.

Bij zijn tweede vrouw had hij één dochter, die echter als kind overleed.
- Gemeinsame Normdatei: 124459145
- Virtual International Authority File: 10779950
- WorldCat: E39PBJtCG6G7XhtKvJGt6DJRrq